# Lucrécia Tornabuoni
Lucrécia Tornabuoni (Florença, 22 de junho de 1427 – Florença, 28 de março de 1482) foi uma escritora e conselheira política influente. Nascida numa das famílias mais influentes da Itália do século XV, veio a casar-se com Pedro de Cosme de Médici, entrando assim para outra das famílias mais poderosas da Itália e aumentando o seu próprio poder e influência.
Lucrécia teve bastante influência a nível político durante o governo do seu marido e do seu filho, Lourenço de Médici. Trabalhou em prol dos pobres e da religião na sua região, tendo apoiado várias instituições. Foi mecenas das artes e escreveu ela própria vários poemas e peças.

## Família e casamento
Lucrécia nasceu em 22 de junho de 1427. O seu pai era Francesco di Simone Tornabuoni, um nobre de uma família com uma linhagem à época de mais de 500 anos. A sua mãe era Nanna di Niccolo di Luigi Guicciardini. Lucrécia recebeu uma boa educação e leu muitos textos em latim e grego. Em 3 de junho de 1444, Lucrécia casou-se com Pedro de Cosme de Médici, filho de Cosme de Médici, um banqueiro rico de Florença. Francesco era amigo e apoiante de Cosme, que o apoiou até durante o seu exílio em 1434. O casamento e o seu dote de 1200 florins ajudaram a selar a aliança entre as suas famílias.O casal teve alguns problemas de saúde, com Pedro a sofrer de gota e Lucrécia de artrite e eczema. Estas doenças levaram Lucrécia a procurar frequentemente tratamentos em termas por toda a Toscana. Ela e o seu marido mantinham correspondência um com o outro quando não estavam juntos, transmitindo carinho e preocupação. Lucrécia tornou-se uma boa amiga do seu cunhado, João.

## Filhos
Lucrécia e Pedro tiveram os seguintes filhos:
- Bianca de Médici (1445-1505), casada com Guglielmo Pazzi
- Lucrécia de Médici (1448–1493), casada com Bernardo Rucellai. Era conhecida como Nannina.
- Lourenço de Médici (1449–1492), Senhor de Florença e casado com Clarice Orsini.
- Juliano de Médici (1453–1478), pai do Papa Clemente VII
- Maria de Médici (1455-1479), casada com Leonetto Ross

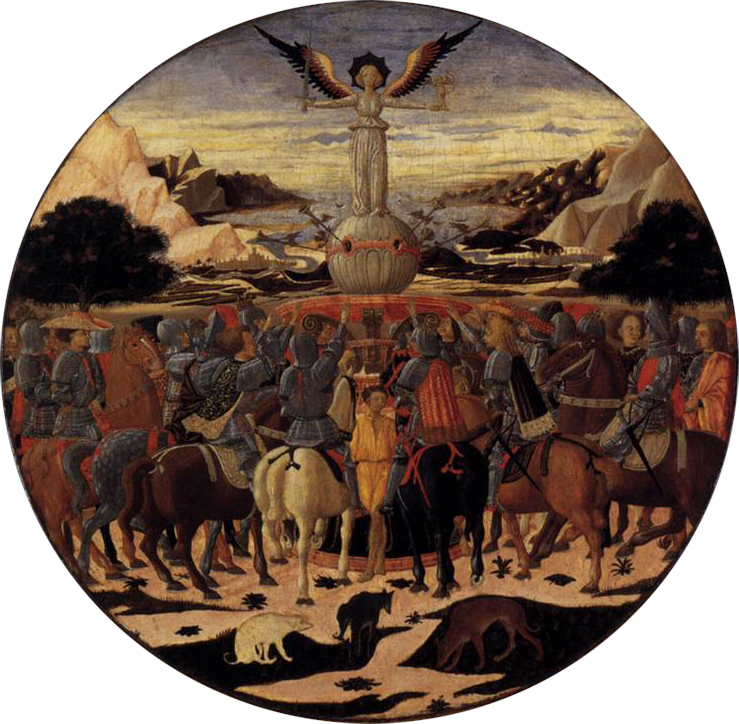
Triunfo da Fama de Giovanni di ser Giovanni Guidi

Lucrécia teve dois filhos e uma filha que não chegaram à idade adulta. Lucrécia e Pedro certificaram-se de que os filhos adquiriam um bom gosto na literatura e nas artes e contrataram tutores para os educarem em áreas como a filosofia, o comércio, a contabilidade e política. Entre estes tutores encontravam-se Gentile de' Becchi e Cristoforo Landino. A filha mais velha, Maria, poderá ter sido fruto de um caso extraconjugal de Pedro, mas foi educada com os outros filhos. Para celebrar o nascimento do seu primeiro filho rapaz e herdeiro, Pedro ofereceu um desco da parto a Lucrécia com a imagem de O Triunfo da Fama de Giovanni di ser Giovanni Guidi. Juliano foi assassinado aos 24 anos na Conspiração dos Pazzi.
Lucrécia e Pedro queriam aumentar a sua influência fora de Florença, principalmente nas cortes de Roma. Para melhorar o estatuto social da família, Lucrécia negociou o casamento do seu filho Lourenço com Clarice Orsini, uma nobre de Roma. O dote de Clarice era de 6.000 florins e ela chegou a Florença em 1469. Ao que tudo indica, Lourenço não gostou da sua noiva.

## Importância na política

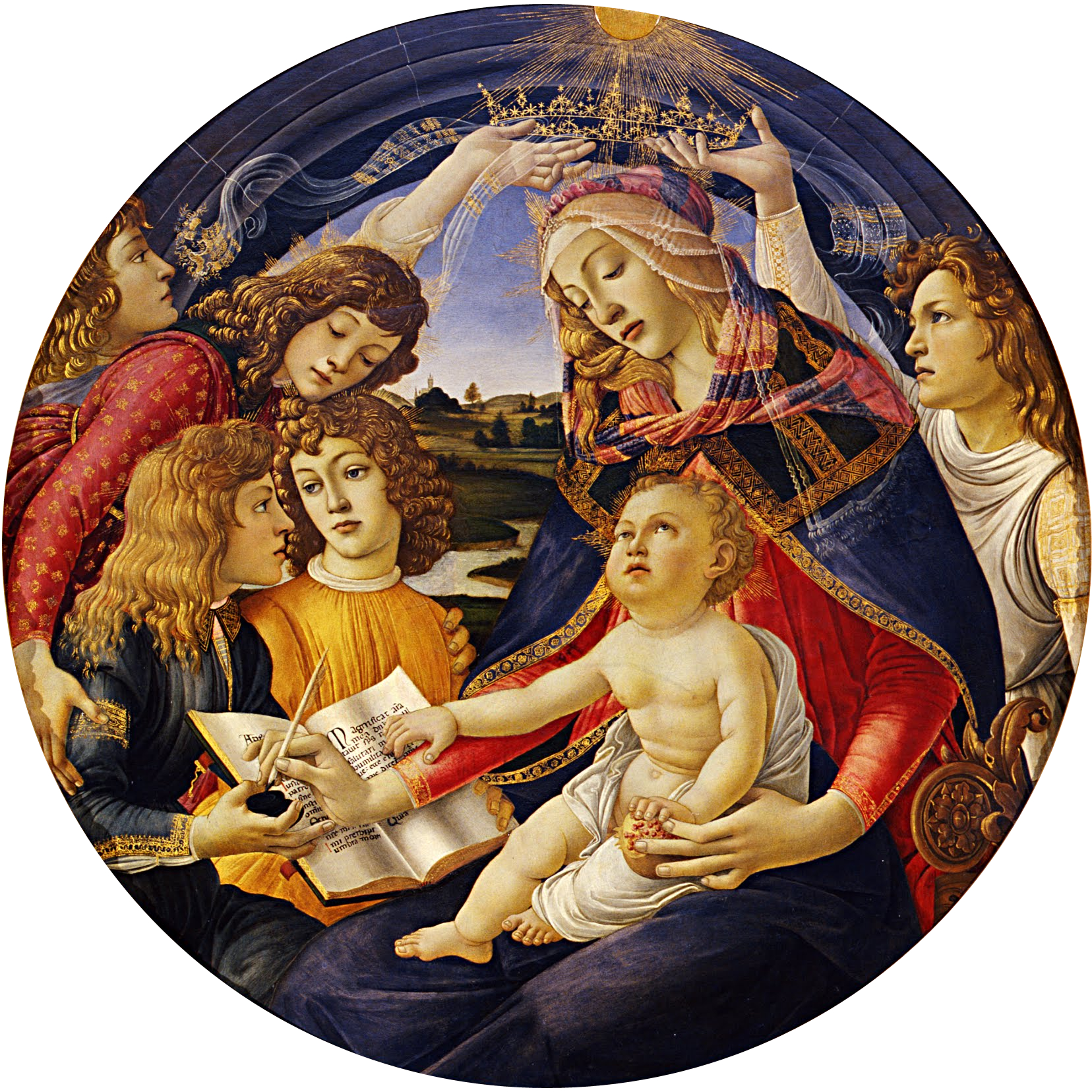
Madona e o Menino de Sandro Botticelli

Ao contrário do seu marido, Lucrécia tinha sangue nobre e ajudou a criar ligações entre a família do seu marido e a nobreza. Muitos procuravam os seus conselhos e ela recebia pessoas de todos os estatutos sociais. O seu sogro, Cosme de Médici, admirava a sua capacidade para resolver problemas. Em 1450, ela e o seu marido visitaram Roma, onde tiveram uma audiência com o Papa Nicolau V, que os autorizou a construir um altar na capela da família.
Depois de Pedro chegar ao governo em 1464, a sua saúde obrigava-o a permanecer na cama durante muito tempo. Ele transformou o seu quarto em algo muito parecido com uma corte real. O seu confinamento constante fez com que Lucrécia tivesse mais liberdade na sua própria vida e muitos recorriam a ela para transmitir mensagens ao seu marido. Estas incluíam apelos para terminar exílios ou pedidos de prisão e para travar ataques de soldados. Ela também era chamada para intervir em disputas entre pessoas da região, tendo uma vez acabado com uma disputa entre famílias que durava há vinte anos. Na primavera de 1467, Lucrécia voltou a visitar Roma e o Papa, ao mesmo tempo que procurava uma noiva para Lourenço. Na época, era muito pouco comum que uma mulher viajasse e se encontrasse com o Papa sozinha e era algo muito comentado. Em outubro de 1467, houve uma tentativa de assassinato contra Lucrécia e o seu filho Juliano em consequência de uma rivalidade entre Pedro e Luca Pitt.
O marido de Lucrécia, Pedro, morreu em 1469. Após a sua morte, Lucrécia conseguiu ter ainda mais influência na política como conselheira do seu filho. Lourenço admitiu abertamente após a morte da mãe que ela fora uma das suas conselheiras políticas mais importantes. Lucrécia conseguiu ainda mais liberdade para fazer negócios e comprar propriedade. Ela comprou casas, lojas e quintas nas regiões de Pisa e de Florença, depois alugava as lojas a vários negócios. Em 1477, ela alugou umas termas perto de Volterra e renovou-as, tornando o local num negócio rentável. Os seus investimentos nas comunidades na região de Florença ajudaram a espalhar a influência e a rede de apoio da sua família.
Lucrécia tornou-se bastante conhecida por apoiar conventos religiosos e por trabalhar com eles no auxílio aos órfãos. Este auxílio consistia frequentemente em ajudar um membro da família a conseguir uma boa posição na igreja ou no governo. Lucrécia usava ainda os seus rendimentos para dar dotes a mulheres de famílias pobres para que elas pudessem casar.
Lucrécia morreu em 25 de março de 1482, vítima de doença.

## Na cultura

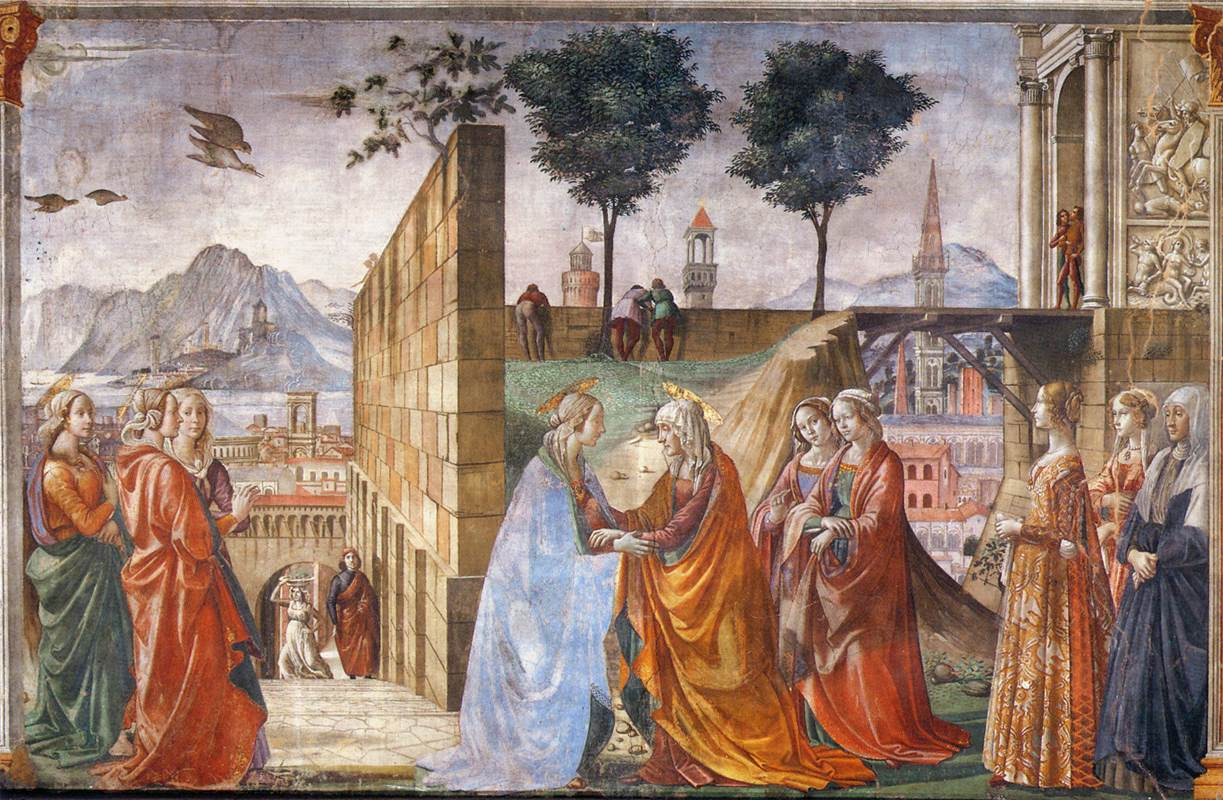
A Visitação na Capela Tornabuoni de Domenico Ghirlandaio. Pensa-se que a mulher no extremo direito seja Lucrécia.

Lucrécia escreveu histórias religiosas, peças e poesia. Ela leu alguns dos seus poemas a poetas famosos, comparando-os com as suas obras. Alguns dos seus poemas foram transformados em canções e apresentados publicamente. Ela escreveu histórias sobre Ester, Susana, Tobias, João Batista e Judite. As suas obras foram escritas em parte para inspirar e educar os seus netos e as suas peças nunca foram apresentadas em público durante a sua vida. Os seus poemas foram publicados quatro anos após a sua morte.
Lucrécia foi uma importante mecenas das artes. Fazia recomendações aos poetas do seu círculo social e encomendou o Morgante, um poema épico, a Luigi Pulci. Apoiou ainda poetas como Angelo Poliziano e Bernardo Bellincioni. Ela e Bellincioni trocavam poemas humorísticos e Poliziano admirava a sua poesia. Poliziano foi ainda tutor dos netos de Lucrécia e lia-lhes os poemas dela.
Várias instituições religiosas dependiam dos donativos de Lucrécia. Ela foi responsável pela adição da Capela da Visitação na igreja de São Lourenço em Florença. Era devota a São João Batista, o santo padroeiro de Florença. Quando Lucrécia adoeceu em 1467, ela atribuiu a sua cura à intervenção de São Romualdo. Desde aí, passou a apoiar o Eremitério de Camaldoli, que ela fundou.
Por volta de 1475, o seu irmão, Giovanni Tornabuoni, encomendou um retrato de Lucrécia a Domenico Ghirlandaio, que atualmente se encontra na National Gallery of Art em Washington, D.C. É possível que ela também esteja representada em três cenas dos frescos de Ghirlandaio na Capela Tornabuoni: A Visitação, O Nascimento do Batista e a Natividade de Maria.

## Ligações Externas
- Sacred Narratives by Lucrezia Tornabuoni. Edited and translated by Jane Tylus. University of Chicago Press, 2001